# Sergiu Toma
Sergiu Toma (ur. 29 stycznia 1987 w Kiszyniowie) – mołdawski, a potem emiracki judoka, brązowy medalista Letnich Igrzysk Olimpijskich 2016, brązowy medalista mistrzostw świata i wicemistrz Europy.
Największym sukcesem zawodnika jest brązowy medal mistrzostw świata w Paryżu w kategorii do 81 kg oraz brązowy medal Igrzysk Olimpijskich w Rio de Janeiro w tej samej kategorii wagowej. Obecnie startuje jako reprezentant Zjednoczonych Emiratów Arabskich.